# Troncosoa
Troncosoa (sin. Acantholippia), monotipski biljni rod iz porodice sporiševki smješten u tribus Lantaneae. Jedini predstavnik mu je T. seriphioides, grm iz Argentine.

## Sinonimi
- Acantholippia Griseb.; Abh. Königl. Ges. Wiss. Göttingen 19: 244 (1874)
- Acantholippia seriphioides (A.Gray) Moldenke; Lilloa 5: 370 (1940)
- Lippia foliolosa Phil.; Anales Univ. Chile 36: 192 (1870)
- Lippia rubiginosa Gillies ex Ball; J. Linn. Soc., Bot. 21: 230 (1884)
- Lippia seriphioides A.Gray; Proc. Amer. Acad. Arts 6: 49 (1862)